# Noble Okello
Noble Okello (Toronto, 20 de julio de 2000) es un futbolista canadiense que juega de centrocampista en el Phoenix Rising FC de la USL Championship.

## Selección nacional
Tras jugar con la selección de fútbol sub-17 de Canadá, la sub-20 y la sub-21, finalmente el 7 de enero de 2020 debutó con la selección absoluta en un encuentro amistoso contra Barbados que finalizó con un resultado de 4-1 a favor del combinado canadiense tras el gol de Armando Lashley para Barbados, y de Tosaint Ricketts, Jonathan Osorio, Tesho Akindele y de Theo Bair para el combinado canadiense.

## Clubes
| Club                      | País           | Año           | Partidos | Goles |
| ------------------------- | -------------- | ------------- | -------- | ----- |
| TFC Academy               | Canadá         | 2016-2017     | 31       | 1     |
| Toronto FC II             | Canadá         | 2017-2018     | 42       | 0     |
| Toronto FC                | Canadá         | 2019          | 2        | 0     |
| HB Køge (cedido)          | Dinamarca      | 2020          | 12       | 1     |
| Toronto FC II (cedido)    | Canadá         | 2021          | 3        | 1     |
| Toronto FC                | Canadá         | 2021-2022     | 25       | 2     |
| New England Revolution II | Estados Unidos | 2023          | 12       | 1     |
| Atlanta United 2          | Estados Unidos | 2024          | 2        | 0     |
| Phoenix Rising FC         | Estados Unidos | 2025-presente |          |       |